# Episodi de I Campbell (seconda stagione)
La seconda stagione della serie televisiva I Campbell è stata trasmessa in anteprima in Canada dalla CTV Television Network tra il 29 maggio 1988 e il 21 giugno 1989.
| nº | Titolo originale          | Titolo italiano | Prima TV Canada | Prima TV Italia |
| -- | ------------------------- | --------------- | --------------- | --------------- |
| 1  | An Eye for an Eye         |                 | 29 maggio 1988  |                 |
| 2  | A Blessing in Disguise    |                 | 5 giugno 1988   |                 |
| 3  | Of Fathers and Sons       |                 | 12 giugno 1988  |                 |
| 4  | The Runaway               |                 | 19 giugno 1988  |                 |
| 5  | Judgement from the Heart  |                 | 26 giugno 1988  |                 |
| 6  | Unwelcome Suitor          |                 |                 |                 |
| 7  | Woman's Work              |                 | 10 luglio 1988  |                 |
| 8  | Bingham's Gold            |                 | 17 luglio 1988  |                 |
| 9  | Starlight, StarBright     |                 | 24 luglio 1988  |                 |
| 10 | Last Time Around          |                 | 31 luglio 1988  |                 |
| 11 | The Rifle Company         |                 | 7 agosto 1988   |                 |
| 12 | Sins of the Fathers       |                 | 1º marzo 1989   |                 |
| 13 | The Last Performance      |                 |                 |                 |
| 14 | Sweetest Song             |                 | 15 marzo 1989   |                 |
| 15 | Blinded by Love           |                 | 22 marzo 1989   |                 |
| 16 | Desperate Remedy          |                 | 29 marzo 1989   |                 |
| 17 | Dr. Colt of Calcutta      |                 | 12 aprile 1989  |                 |
| 18 | A Matter of Distinction   |                 | 19 aprile 1989  |                 |
| 19 | Kith and Kin              |                 | 26 aprile 1989  |                 |
| 20 | Living Legends            |                 | 3 maggio 1989   |                 |
| 21 | Room at the Inn           |                 | 10 maggio 1989  |                 |
| 22 | The Legacy                |                 | 17 maggio 1989  |                 |
| 23 | Cabin Fever               |                 | 31 maggio 1989  |                 |
| 24 | Miss Quincy               |                 | 24 maggio 1989  |                 |
| 25 | Rough Justice             |                 | 7 giugno 1989   |                 |
| 26 | The Siege                 |                 | 14 giugno 1989  |                 |
| 27 | Mr. Stevenson             |                 | 21 giugno 1989  |                 |
| 28 | Homeward Bound            |                 | 14 agosto 1988  |                 |
| 29 | Lady Helen's Love         |                 | 21 agosto 1988  |                 |
| 30 | The Sentence of the Court |                 | 28 agosto 1988  |                 |